# Vallat

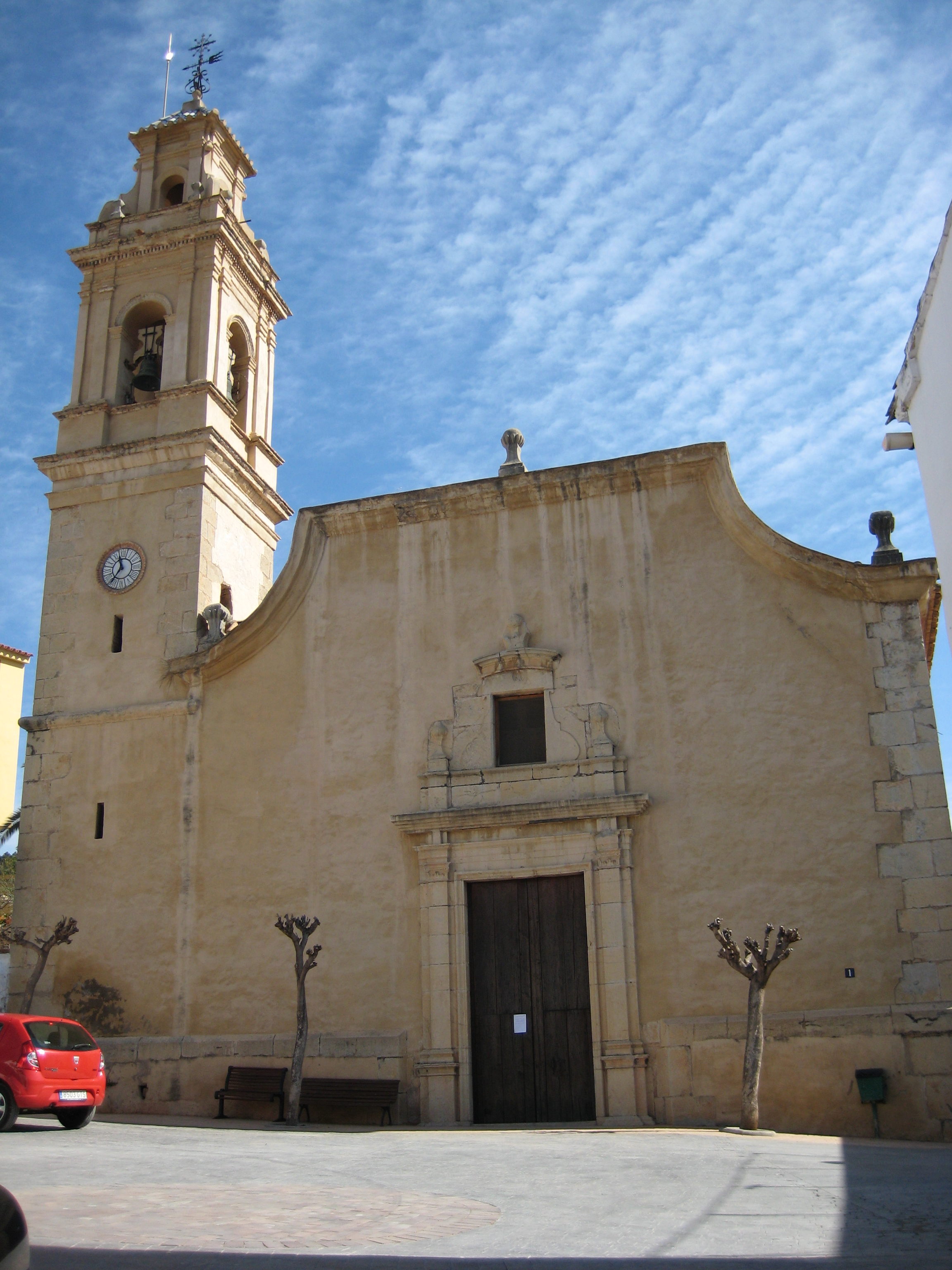
Església

Vallat és un municipi valencià que es troba a la comarca de l'Alt Millars.

## Geografia
El nucli urbà se situa al costat del riu Millars i es troba a una altura de 276 metres. El seu terme municipal és regat pel riu i en la seua proximitat es troba l'embassament de Vallat. Gran part del terme es troba poblat de grans extensions de bosc on les espècies predominants són el pi i l'alzina. Així, 430 hectàrees del terme municipal estan ocupades per bosc i tan sols 40 per superfícies de cultius.
Limita amb els termes municipals de Toga, Argeleta, Fanzara i Espadella.

## Història
Els seus orígens són difícils de determinar per mancar de documentació fiable. S'han localitzat dades de l'època de dominació almohade en el segle xiii, fet que suggerix un origen musulmà. La localitat que va ser reconquistada pel rei Jaume I en l'any 1231 formava part del senyoriu de Zayd Abu Zayd. En 1242 el poble va passar a formar part de la Baronia d'Arenós. En 1465 passa a formar part del duc de Vilafermosa, del qual encara es conserven les ruïnes d'un palau. En 1609 van ser expulsats els moriscs, els quals componien una gran part de la població de Vallat, fet que va suposar un període de forta decadència. En 1837, després de la desamortització de Mendizábal, el municipi va passar a ser propietat de particulars.
Posteriorment, en la dècada dels anys 60 del segle passat, va haver-hi un espectacular augment de la població (més de 600 habitants), per la construcció de la nova central hidroelèctrica, per a decaure de nou en els anys 80 amb un total de 14 habitants.

## Demografia
| 1990 | 1992 | 1994 | 1996 | 1998 | 2000 | 2002 | 2004 | 2006 | 2008 | 2010 |
| ---- | ---- | ---- | ---- | ---- | ---- | ---- | ---- | ---- | ---- | ---- |
| 32   | 34   | 39   | 43   | 46   | 57   | 51   | 62   | 69   | 79   | 76   |

## Economia
Cavanilles va descriure Vallat com "poble curt, i de pocs fruits"; en l'actualitat l'agricultura presenta una superfície quasi testimonial al municipi. Antany existien algunes extensions de cultius de secà amatents en el clàssic abancalament en terrasses, encara que hui dia la majoria estan abandonats. El cultiu més present en el municipi és el taronger, junt amb altres de regadiu, que es cultiva a l'entorn del riu Millars.
Els pocs habitants que té la localitat es dediquen a les tasques agrícoles i a la indústria ceràmica situada en la veïna comarca de la Plana Baixa.

## Monuments
- Església de Sant Joan Evangelista. Del segle xviii.

Edifici de planta de saló amb tres naus, creuer cobert per cúpula i presbiteri pla, amb poca decoració interior. Va ser construïda per gents de Vallat i està dedicada al patró del poble.
- Casa Badia. Del segle xvii.

Casa consistorial. És un dels edificis existents més antics de la població, possiblement antiga mesquita i posterior església catòlica.
- Castell de Ganalur.

Existeixen molt poques dades referents al castell. Sabem que ja existia en els segles xiii i xiv perquè hi ha documents que així ho testifiquen. En el Llibre del Repartiment es deixa clara la seua existència, on s'indica la seua proximitat al castell de la Mola del Bou Negre, a Argeleta, i en el qual queda constància de l'orde de destrucció del castrum et vila de Ganalur. És per eixe raó que actualment es troba arruïnat totalment i fins i tot és difícil trobar-ne la ubicació exacta. Les seues ruïnes es troben en una lloma situada a l'oest de Vallat, en una zona molt pròxima a les demarcacions d'Argeleta i Toga. El castell hagué de defendre el límit de la baronia d'Arenós i pertanyia a l'almohade Zayd Abu Zayd, com la major part dels territoris de la zona. Únicament s'hi observen restes esparses que van deure pertànyer a esta fortalesa.

## Llocs d'interés
- Pou de la Roca del Molino. Piscines naturals als afores del poble.

## Festes i celebracions
- Dia de la Santa Creu. El 3 de maig.
- Festes patronals. En honor de la Mare de Déu d'Agost.
- Sant Antoni. El 17 de gener.